# Stade Omar-Bongo
Le stade national Omar Bongo Ondimba, qui porte le nom de l'ancien président gabonais Omar Bongo, est un stade omnisports du Gabon situé à Libreville et pouvant accueillir 40 000 personnes.
C'est là que joue l'équipe du Gabon de football ainsi que le Football Canon 105 et le D.T. Gabon Télécom.
C'est le grand stade du pays, devant le stade d'Angondjé (40 000 places) et le stade Rénovation de Franceville (25 000 places assises).

## Histoire
Alors qu'il devait accueillir la coupe d'Afrique des nations de football 2012, le stade Bongo n'a pas été retenu à cause d'importants retards dans les travaux de rénovation. C'est finalement le stade d'Angondjé qui l'a remplacé.